# 艾瓦達體育會 (敘利亞)
艾瓦達體育會（Al-Wahda Sports Club）是一間位於敘利亞大馬士革的職業足球會。成立於1928年，現於敘利亞足球超級聯賽角逐。隊名「الوحدة」在阿拉伯語中意為「單元」。

## 球會榮譽
- 敘利亞足球超級聯賽: 2

2003–04, 2013–14
- 敘利亞盃: 7

1993, 2003, 2012, 2013, 2015, 2016, 2017
- 敘利亞超級盃: 2

1993, 2016–17

## 在亞冠比賽的表現
- 亞洲聯賽冠軍盃: 1 次

2005: 小組賽階段
- 亞洲足協盃: 3 次

2004: ˈ進入決賽
2013: 預選賽
2014: 小組賽階段

## 在阿拉伯足協球會盃比賽的表現
- 阿拉伯足協球會盃: 2 次

2005–06:第一輪
2006–07: 第一輪

## 外部連結
- Official website （页面存档备份，存于）